# Anne Müller
Anne Müller (ur. 5 lipca 1983 roku w Wattenscheid), niemiecka piłkarka ręczna, reprezentantka kraju. Gra na pozycji obrotowej. Obecnie występuje w Bundeslidze, w drużynie Handball-Club Leipzig. Największy sukces jaki odniosła z reprezentacją to brązowy medal mistrzostw Świata, rozgrywanych we Francji w 2007 r.

## Sukcesy

### reprezentacyjne
- Mistrzostwa Świata:
  -  2007

### klubowe
- Mistrzostwa Niemiec:
  -  2006
- Puchar Niemiec:
  -  2002, 2010
- Puchar Challenge:
  -  2005